# Talupes
Talupes is een kevergeslacht uit de familie van de boktorren (Cerambycidae). De wetenschappelijke naam van het geslacht werd voor het eerst geldig gepubliceerd in 1974 door Quentin & Villiers.

## Soorten
Talupes omvat de volgende soorten:
- Talupes occidentalis Quentin & Villiers, 1974
- Talupes orientalis Quentin & Villiers, 1974
- Talupes vicinus Quentin & Villiers, 1974